# Gran Premio motociclistico di Madrid 1998
Il Gran Premio motociclistico di Madrid 1998 corso il 14 giugno, è stato il sesto Gran Premio della stagione 1998 del motomondiale e ha visto vincere: la Honda di Carlos Checa nella classe 500, Tetsuya Harada nella classe 250 e Lucio Cecchinello nella classe 125.

## Classe 500

### Arrivati al traguardo
| Pos | Nº | Pilota             | Squadra                | Motocicletta | Giri | Tempo     | Griglia | Punti |
| --- | -- | ------------------ | ---------------------- | ------------ | ---- | --------- | ------- | ----- |
| 1   | 8  | Carlos Checa       | MoviStar Honda Pons    | Honda        | 30   | 47:21.513 | 3       | 25    |
| 2   | 5  | Norifumi Abe       | Yamaha Team Rainey     | Yamaha       | 30   | +0.220    | 8       | 20    |
| 3   | 15 | Sete Gibernau      | Repsol Honda           | Honda        | 30   | +1.886    | 14      | 16    |
| 4   | 3  | Nobuatsu Aoki      | Suzuki Grand Prix      | Suzuki       | 30   | +5.206    | 9       | 13    |
| 5   | 4  | Àlex Crivillé      | Repsol Honda           | Honda        | 30   | +11.165   | 4       | 11    |
| 6   | 6  | Max Biaggi         | Marlboro Team Kanemoto | Honda        | 30   | +11.579   | 10      | 10    |
| 7   | 55 | Régis Laconi       | Red Bull Yamaha WCM    | Yamaha       | 30   | +11.711   | 5       | 9     |
| 8   | 11 | Simon Crafar       | Red Bull Yamaha WCM    | Yamaha       | 30   | +32.658   | 6       | 8     |
| 9   | 9  | Alex Barros        | Honda Gresini          | Honda        | 30   | +36.226   | 13      | 7     |
| 10  | 28 | Ralf Waldmann      | Marlboro Team Roberts  | Modenas KR3  | 30   | +55.342   | 11      | 6     |
| 11  | 18 | Garry McCoy        | Shell Advance Racing   | Honda        | 30   | +56.938   | 16      | 5     |
| 12  | 88 | Scott Smart        | Millar Honda Britain   | Honda        | 30   | +1:22.806 | 18      | 4     |
| 13  | 23 | Matt Wait          | F.C.C. TSR             | Honda        | 30   | +1:26.677 | 17      | 3     |
| 14  | 77 | Eskil Suter        | Muz Roc RennSport      | MuZ Weber    | 29   | +1 giro   | 19      | 2     |
| 15  | 72 | Fernando Cristóbal | Shell Advance Racing   | Honda        | 29   | +1 giro   | 20      | 1     |
| 16  | 57 | Fabio Carpani      | Polini Inoxmacel       | Honda        | 29   | +1 giro   | 21      |       |

### Ritirati
| Nº | Pilota                   | Squadra              | Motocicletta | Giri | Griglia |
| -- | ------------------------ | -------------------- | ------------ | ---- | ------- |
| 20 | Luca Cadalora            | Yamaha Team Rainey   | Yamaha       | 26   | 2       |
| 17 | Jurgen van den Goorbergh | Dee Cee Jeans Racing | Honda        | 20   | 12      |
| 14 | Juan Bautista Borja      | Shell Advance Racing | Honda        | 15   | 15      |
| 1  | Mick Doohan              | Repsol Honda         | Honda        | 0    | 1       |
| 19 | John Kocinski            | MoviStar Honda Pons  | Honda        | 0    | 7       |

### Non qualificati
| Nº | Pilota            | Moto        |
| -- | ----------------- | ----------- |
| 22 | Sébastien Gimbert | Honda       |
| 10 | Kenny Roberts Jr  | Modenas KR3 |

## Classe 250

### Arrivati al traguardo
| Pos | Nº | Pilota              | Squadra                   | Motocicletta | Giri | Tempo     | Griglia | Punti |
| --- | -- | ------------------- | ------------------------- | ------------ | ---- | --------- | ------- | ----- |
| 1   | 31 | Tetsuya Harada      | Aprilia Grand Prix Racing | Aprilia      | 28   | 44:44.553 | 2       | 25    |
| 2   | 5  | Tōru Ukawa          | Benetton Honda            | Honda        | 28   | +8.738    | 3       | 20    |
| 3   | 65 | Loris Capirossi     | Aprilia Grand Prix Racing | Aprilia      | 28   | +15.978   | 1       | 16    |
| 4   | 11 | Jürgen Fuchs        | Docshop Racing            | Aprilia      | 28   | +22.545   | 7       | 13    |
| 5   | 17 | José Luis Cardoso   | Antena 3 Yamaha           | Yamaha       | 28   | +24.444   | 11      | 11    |
| 6   | 8  | Luis d'Antín        | Antena 3 Yamaha           | Yamaha       | 28   | +33.716   | 10      | 10    |
| 7   | 7  | Takeshi Tsujimura   | Semprucci Biesse-Gro      | Yamaha       | 28   | +33.791   | 19      | 9     |
| 8   | 24 | Jason Vincent       | Padgetts HRC Shop         | TSR-Honda    | 28   | +46.342   | 12      | 8     |
| 9   | 9  | Jeremy McWilliams   | QUB Team Optimum          | TSR-Honda    | 28   | +50.206   | 8       | 7     |
| 10  | 44 | Roberto Rolfo       | Scuderia AGV Carrizosa    | TSR-Honda    | 28   | +51.016   | 17      | 6     |
| 11  | 47 | Ivan Clementi       | Edo Racing                | Yamaha       | 28   | +1:04.474 | 22      | 5     |
| 12  | 16 | Johan Stigefelt     | Rizla Suzuki              | Suzuki       | 28   | +1:11.969 | 20      | 4     |
| 13  | 25 | Yasumasa Hatakeyama | Penguin Racing            | ERP-Honda    | 28   | +1:30.205 | 15      | 3     |
| 14  | 14 | Davide Bulega       | OXS Matteoni              | ERP-Honda    | 27   | +1 giro   | 23      | 2     |
| 15  | 59 | Ismael Bonilla      | SBK Sport                 | Honda        | 27   | +1 giro   | 25      | 1     |
| 16  | 41 | Federico Gartner    | PR2 Mitsubishi Elaion     | Aprilia      | 27   | +1 giro   | 26      |       |

### Ritirati
| Nº | Pilota           | Squadra                 | Motocicletta | Giri | Griglia |
| -- | ---------------- | ----------------------- | ------------ | ---- | ------- |
| 6  | Haruchika Aoki   | F.C.C. TSR              | Honda        | 27   | 9       |
| 27 | Sebastián Porto  | PR2 Mitsubishi Elaion   | Aprilia      | 14   | 18      |
| 4  | Stefano Perugini | Castrol 250             | Honda        | 12   | 13      |
| 20 | William Costes   | Chesterfield Elf Tech 3 | Honda        | 12   | 21      |
| 46 | Valentino Rossi  | Nastro Azzurro Aprilia  | Aprilia      | 4    | 4       |
| 12 | Noriyasu Numata  | Rizla Suzuki            | Suzuki       | 3    | 14      |
| 19 | Olivier Jacque   | Chesterfield Elf Tech 3 | Honda        | 2    | 5       |
| 37 | Luca Boscoscuro  | Scuderia AGV Carrizosa  | TSR-Honda    | 0    | 16      |
| 73 | Alex Debón       | Hernandez Team          | Honda        | 0    | 24      |

### Non partito
| Nº | Pilota          | Moto   | Griglia |
| -- | --------------- | ------ | ------- |
| 21 | Franco Battaini | Yamaha | 6       |

### Non qualificato
| Nº | Pilota       | Moto   |
| -- | ------------ | ------ |
| 72 | David de Gea | Yamaha |

## Classe 125

### Arrivati al traguardo
| Pos | Nº | Pilota                | Squadra              | Motocicletta | Giri | Tempo     | Griglia | Punti |
| --- | -- | --------------------- | -------------------- | ------------ | ---- | --------- | ------- | ----- |
| 1   | 10 | Lucio Cecchinello     | Givi Honda LCR       | Honda        | 26   | 43:28.423 | 10      | 25    |
| 2   | 13 | Marco Melandri        | Benetton Matteoni    | Honda        | 26   | +9.173    | 3       | 20    |
| 3   | 52 | Hiroyuki Kikuchi      | Givi Honda LCR       | Honda        | 26   | +9.317    | 11      | 16    |
| 4   | 4  | Kazuto Sakata         | UGT 3000             | Aprilia      | 26   | +17.268   | 1       | 13    |
| 5   | 8  | Gianluigi Scalvini    | Polini Inoxmacel     | Honda        | 26   | +19.417   | 12      | 11    |
| 6   | 29 | Ángel Nieto Jr        | Via Digital Team     | Aprilia      | 26   | +19.511   | 16      | 10    |
| 7   | 41 | Yōichi Ui             | Yamaha Kurz Aral     | Yamaha       | 26   | +21.010   | 19      | 9     |
| 8   | 9  | Frédéric Petit        | UGT 3000 - RMS       | Honda        | 26   | +23.034   | 5       | 8     |
| 9   | 5  | Masaki Tokudome       | Docshop Racing       | Aprilia      | 26   | +23.066   | 15      | 7     |
| 10  | 22 | Steve Jenkner         | Marlboro Team ADAC   | Aprilia      | 26   | +23.552   | 18      | 6     |
| 11  | 62 | Yoshiaki Katō         | Semprucci Biesse-Gro | Yamaha       | 26   | +26.762   | 21      | 5     |
| 12  | 39 | Jaroslav Huleš        | UGT 3000             | Honda        | 26   | +31.484   | 20      | 4     |
| 13  | 58 | Álvaro Molina         | Echo Team Berner     | Honda        | 26   | +41.584   | 23      | 3     |
| 14  | 60 | Fonsi Nieto           | Via Digital Team     | Aprilia      | 26   | +42.512   | 22      | 2     |
| 15  | 17 | Juan Enrique Maturana | Yamaha Kurz Aral     | Yamaha       | 26   | +50.521   | 27      | 1     |
| 16  | 23 | Gino Borsoi           | Motoracing s.r.l.    | Aprilia      | 26   | +55.673   | 14      |       |
| 17  | 71 | Josep Sarda           | Team TMR             | Honda        | 26   | +59.576   | 26      |       |
| 18  | 65 | Andrea Iommi          | Team Pileri          | Honda        | 26   | +1:10.446 | 28      |       |
| 19  | 73 | Ivan Martínez         | Valencia Aspar       | Aprilia      | 26   | +1:33.316 | 24      |       |

### Ritirati
| Nº | Pilota            | Squadra                   | Motocicletta | Giri | Griglia |
| -- | ----------------- | ------------------------- | ------------ | ---- | ------- |
| 32 | Mirko Giansanti   | OXS Matteoni              | Honda        | 24   | 7       |
| 3  | Tomomi Manako     | UGT - 3000                | Honda        | 24   | 9       |
| 15 | Roberto Locatelli | Polini Inoxmacel          | Honda        | 20   | 4       |
| 59 | Jerónimo Vidal    | Valencia Aspar            | Aprilia      | 18   | 17      |
| 7  | Emilio Alzamora   | Via Digital Team          | Aprilia      | 17   | 2       |
| 26 | Ivan Goi          | Vasco Rossi Racing        | Aprilia      | 15   | 13      |
| 14 | Federico Cerroni  | Scuderia Alfa Nolan       | Aprilia      | 14   | 25      |
| 20 | Masao Azuma       | Mac Motors Liégeois Comp. | Honda        | 13   | 6       |
| 16 | Christian Manna   | Semprucci Biesse-Gro      | Yamaha       | 10   | 29      |
| 21 | Arnaud Vincent    | Scrab Competition         | Aprilia      | 2    | 10      |

### Non partito
| Nº | Pilota            | Moto  | Griglia |
| -- | ----------------- | ----- | ------- |
| 72 | Sebastian Perelló | Honda | 30      |